# 征服突尼斯 (1574年)
1574年征服突尼斯的行動，標誌著鄂圖曼帝國戰勝了一年前佔領該地的西班牙帝國。這一事件決定了兩個帝國之間爭奪北非的霸權，穩固了鄂圖曼對馬格里布東部和中部的統治，隨後，鄂圖曼在阿爾及爾、突尼斯和的黎波里的屬地進入了作為海盜國家的黃金時代。

## 背景

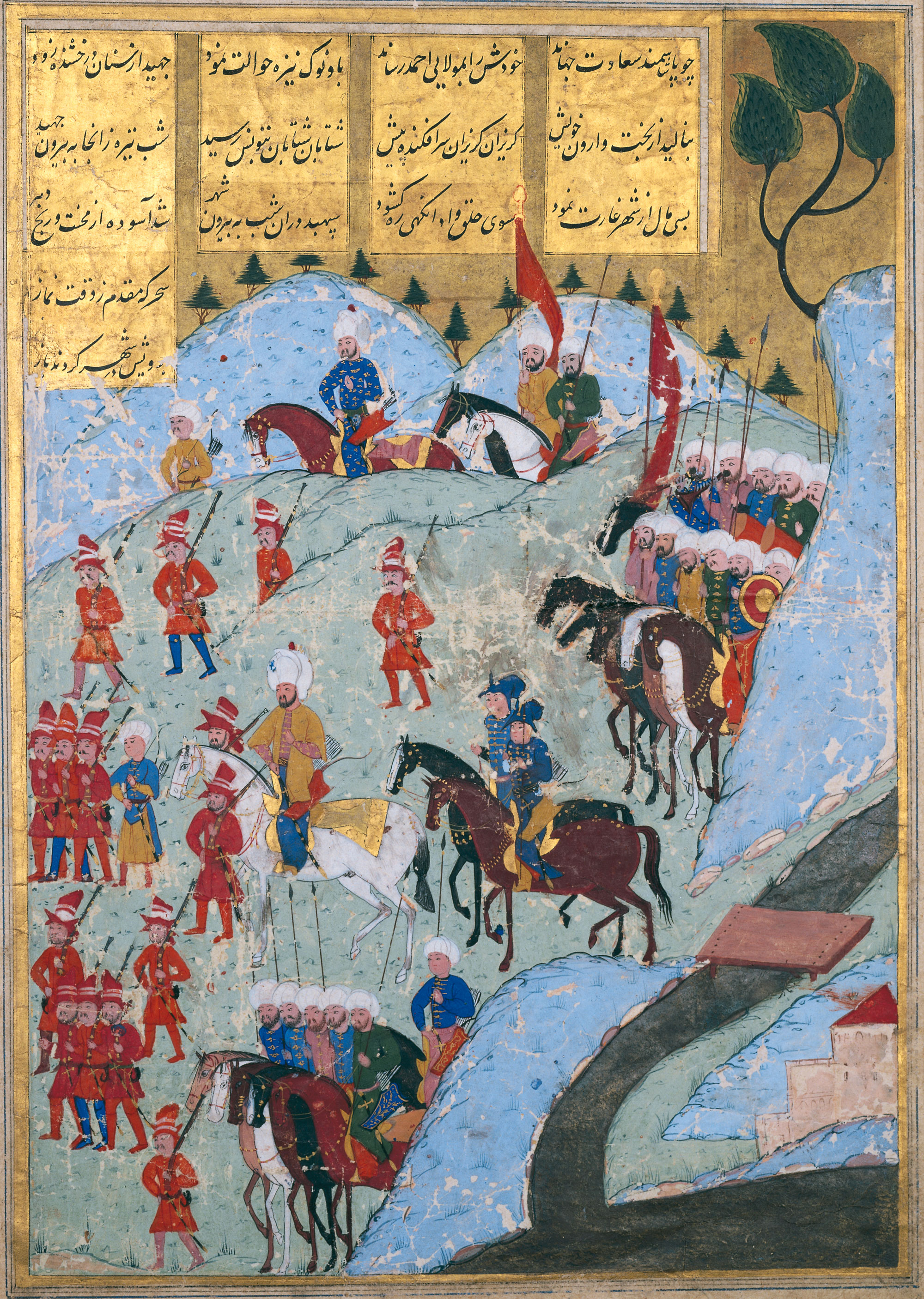
鄂圖曼軍隊（約5,000名耶尼切里）和卡拜爾軍隊，由阿爾及爾的奧基亞利率領，於1569年向突尼斯進軍

突尼斯一開始由巴巴羅薩·海雷丁帕夏領導的鄂圖曼帝國軍隊征服，然而在接下來的一年裡，神聖羅馬皇帝查理五世發動一次大規模遠征並一次便奪回之。爾後，他在哈夫斯王朝內建立一個駐軍，和一附庸統治者：阿布·阿卜杜拉·穆罕默德·V·哈桑。1569年，阿爾及爾貝伊烏魯伊·阿里帕夏為鄂圖曼帝國奪回突尼斯，但在1571年，基督教國家打贏勒班陀戰役後，奧地利的唐胡安於1573年10月再次佔領突尼斯。

## 征服突尼斯
1574年，奧蘭治的威廉一世與法蘭西的查理九世透過其親胡格諾派大使與達克斯主教弗朗索瓦·德·諾阿耶，試圖獲得鄂圖曼蘇丹塞利姆二世的支持，藉以開闢一條對抗西班牙國王菲利普二世的新戰線。爾後，塞利姆二世通過一名信使表示支持，他試圖讓荷蘭人與摩里斯科人和阿爾及爾海盜取得聯繫，到了秋天，塞利姆還派出一支強大的艦隊進攻突尼斯，從而成功地減輕了西班牙對荷蘭的壓力。
在拉古萊特戰役中，塞利姆二世召集了一支由250至300艘戰艦組成的艦隊（由西加拉扎德·優素福·錫南帕夏與烏魯伊·阿里帕夏領導），其中人數約有75,000人。再結合阿爾及爾、的黎波里和突尼斯等地的總督派出的部隊，總兵力共約100,000人。這些軍隊開始襲擊突尼斯與拉古萊特；到了同年8月24日，由7,000人保衛的拉古萊特要塞淪陷。1574年9月3日，突尼斯對面一座小堡壘的最後一支基督教軍隊投降。
奧地利的唐胡安試圖用一支來自那不勒斯和西西里的槳帆船艦隊解圍，但後來他們遇到了風暴，無法前來支援，而西班牙王室用因將大量資金與兵力放在荷蘭而無法提供太大幫助。未來的《堂吉诃德》作者米格爾·德·塞凡提斯作為試圖拯救該城市的奧地利的唐胡安所隸屬的士兵參與了該戰役，他稱鄂圖曼人對突尼斯堡壘發動了22場襲擊，損失了25,000人，而只有300名基督徒倖免於難。他寫道：
「如果拉古萊特與其堡壘加起來只有七千兵力，那麼少的兵力，我們意志再怎麼堅定，又怎能抵抗的了如此龐大的軍隊。你要怎麼去幫助一個沒有被解圍的堡壘，尤其是當它被還在自己土地上的，一支頑固且數量眾多的軍隊包圍？」——塞凡提斯，DQ I，39.
此外，未來的摩洛哥蘇丹阿卜杜勒·馬利克也參加了該場戰役。
加布里奧·塞爾貝洛尼是突尼斯堡壘的指揮官，他和拉古萊特的指揮官唐·佩德羅·波托卡雷羅澤兵敗被俘，在送往君士坦丁堡途中死亡，那些被俘的士兵都變成槳帆船上的奴隸。

## 後續

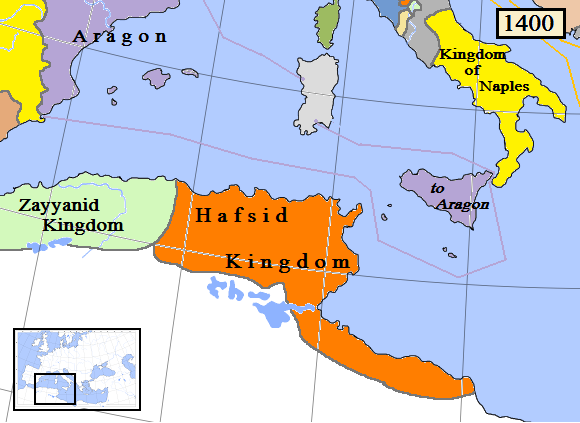
鄂圖曼佔領突尼斯後的領土

該戰役標誌著鄂圖曼帝國在突尼斯的統治最終得以確立，結束了哈夫斯王朝與西班牙在突尼斯的統治。同時，該戰役成功減緩了西班牙隊荷蘭的壓力，並促使布雷達會議得以召開。然而在1574年5月查理九世去世後，儘管日後據說鄂圖曼帝國支持了1575-1576年的起義，並於1582年在安特衛普設立了領事館，但彼此的聯繫還是減弱了。爾後，鄂圖曼帝國與西班牙完成休戰，前者隨後將注意力轉移到與波斯的衝突之中；西班牙王室則在1575年9月1日破產。

## 註腳
1. 1 2 3  Setton, Kenneth Meyer. . Philadelphia. 1984.
2. 1 2 3 4 5 6  Garcés, p.222
3. 1 2 3  The new Cambridge modern history R. B. Wernham, p.354
4. ↑  The Regency of Tunis and the Ottoman Porte, 1777–1814: Army and Government of a North-African Ottoman Eyâlet at the End of the Eighteenth Century by Asma Moalla, Routledge, 2004 ISBN 0-415-29781-8, p.3
5. 1 2  []
6. ↑  Parker, Geoffrey; Smith, Lesley M. . January 1978  [2013-03-18]. ISBN 9780710088659.
7. 1 2 3 4  Parker, p.61
8. 1 2 3  Garcés, p.220
9. ↑  Garcés, María Antonia. . 2005  [2013-03-18]. ISBN 9780826514707.
10. 1 2 3  Garcés, p.221
11. ↑  .   [2022-07-16]. （原始内容存档于2023-10-28）.
12. ↑  Goris, J.A. (1922-1923) Turksche kooplieden te antwerpen in de XVIe Bijdragentot de Geschiedenis 14/1:30